# نادي أوراديا
أوراديا نادي كرة قدم روماني يقع في مدينة أوراديا. تأسس في 1910. حقق بطولة الدرجة الأولى موسم 1948-1949. تم حل النادي في 1963.